# Stenoma libertina
Stenoma libertina es una especie de polilla del género Stenoma, orden Lepidoptera.
Fue descrita científicamente por Meyrick en 1916.

## Distribución
Esta especie habita en Guayana Francesa.